# Represent (album de Fat Joe)
Pour les articles homonymes, voir Represent.
Albums de Fat Joe
Jealous One's Envy
(1995)
Singles
1. Flow Joe
Sortie : 20 mai 1993
2. Watch the Sound
Sortie : 12 octobre 1993

Represent est le premier album studio de Fat Joe (sous le nom de Fat Joe da Gangsta), sorti le 27 juillet 1993.
L'album s'est classé 12e au Heatseekers et 46e au Top R&B/Hip-Hop Albums.

## Liste des titres
| No  | Titre                                                                        | Contient un (des) sample(s) de | Durée |
| --- | ---------------------------------------------------------------------------- | --- | ----- |
| 1.  | A Word to da Wise                                                            | | 0:20  |
| 2.  | Livin' Fat                                                                   | Valley of the Shadows de Bob James Hey Jude d'O.C. Smith                                                                                       | 3:39  |
| 3.  | My Man Ski                                                                   | | 0:50  |
| 4.  | Bad Bad Man                                                                  | Let Your Hair Down d'Yvonne Fair Scenario (Remix) de A Tribe Called Quest featuring Leaders of the New School et Kid Hood                      | 3:50  |
| 5.  | Watch the Sound (featuring Grand Puba et Diamond D)                          | Ring the Alarm de Tenor Saw Lover and a Friend d'Eddie Bo et Inez Cheatham Punks Jump Up to Get Beat Down de Brand Nubian                      | 4:22  |
| 6.  | Flow Joe                                                                     | The Long Wait de Morton Stevens Get Out of My Life, Woman de Lee Dorsey Scenario de A Tribe Called Quest featuring Leaders of the New School   | 4:17  |
| 7.  | Da Fat Gangsta                                                               | Pride and Vanity des Ohio Players Hard to Kill de Showbiz & A.G.                                                                               | 4:07  |
| 8.  | Shorty Gotta Fat Ass                                                         | Please Sunrise, Please de Young-Holt Unlimited Overnight Sensation d'Avalanche                                                                 | 3:19  |
| 9.  | The Shit Is Real                                                             | Get Out of My Life, Woman des Mad Lads Get Out of My Life Woman de Grassella Oliphant Fakin' the Funk de Main Source featuring Neek the Exotic | 4:45  |
| 10. | You Must Be Out of Your Fuckin' Mind (featuring Apache et Kool G. Rap)       | | 3:57  |
| 11. | I Got This in a Smash                                                        | The Rainmaker de The 5th Dimension Los Indios de Mongo Santamaría Just a Friendly Game of Baseball de Main Source                              | 4:12  |
| 12. | Another Wild Nigga from the Bronx (featuring Gismo, Kieth Kieth et King Sun) | Blacks and Blues de Bobbi Humphrey Hand on the Pump de Cypress Hill                                                                            | 5:32  |
| 13. | Get on Up                                                                    | Spinning Wheel de Dr. Lonnie Smith Keep on Movin' On de J.J. Johnson                                                                           | 4:06  |
| 14. | I'm a Hit That                                                               | Hey Wado d'Eddie Harris La Di Da Di de Doug E. Fresh et Slick Rick Uphill Peace of Mind de Kid Dynamite                                        | 2:25  |